# Euglypta immaculata
Euglypta immaculata är en skalbaggsart som beskrevs av Miksic 1982. Euglypta immaculata ingår i släktet Euglypta och familjen Cetoniidae. Inga underarter finns listade i Catalogue of Life.